# كبير علماء وكالة ناسا

شعار وكالة ناسا الفضائية

كبير العلماء هو أعلى منصب علمي في وكالة الإدارة الوطنية للملاحة الجوية و الفضاء (ناسا). يعمل كبير العلماء كمستشار رئيسي لمسؤولي ناسا في القضايا العلمية وكمتحدث رسمي مع المجتمع العلمي الوطني والدولي، مما يضمن أن برامج أبحاث وكالة ناسا لها أسس علمية وتقنية جيدة ومناسبة لتطبيقاتها المقصودة.

## التاريخ
يهدف منصب كبير العلماء إلى تقديم المشورة لمسؤولي وكالة ناسا عن الميزانية، الأهداف الاستراتيجية والمحتوى الحالي للبرامج العلمية في ناسا. يعمل كبير العلماء بشكل وثيق مع ممثلي الوكالة الإستراتيجين، المراكز الميدانية والمجتمع الخارجي. كما يمثل أهداف وانجازات الوكالة العلمية إلى الوكالات الفيدرالية الأخرى، الصناعة، الأوساط الأكاديمية، المنظمات الحكومية الأخرى، المجتمع الدولي وعامة الناس.
يرأس كبير العلماء مجلس ناسا للعلوم، منتدي علمي لمناقشة سياسات الوكالة وممارساتها وقضاياها. ألغى هذا المنصب في سبتمبر 2005 وتم نقل العديد من الوظائف لتكون ضمن مديرية بعثة العلوم (SMD)، لكنه عاد مره أخرى في عام 2011.

## قائمة كبار العلماء
- الدكتور فرانك ب. ماكدونالد، 1982- 1987.[4]
- الدكتور نويل هينلرز، 1987 إلى 1989.[5][6][7][8]
- الدكتور فرانسوا أيه كوردوفا، من 1993 إلى 1996.[9]
- الدكتور كاثي إل. أولسن، 24 مايو 1999، إلى عام 2002 .[10][11]
- الدكتور شانون سيد، من 2002 حتى سبتمبر 2003.
- الدكتور جون إم جرونسفيلد، من سبتمبر 2003 إلى 2004.[12]
- الدكتور جيمس ب. غارفين، أكتوبر 2004 إلى سبتمبر 2005.[13]
- الدكتور وليد عبد العاطي، يناير 2011 إلى ديسمبر 2012.[3]
- الدكتور إلين ستوفان، 25 أغسطس 2013، إلى ديسمبر 2016.[14]

## وصلات خارجية
- الصفحة الرئيسية لموقع ناسا
- مقاطع فيديو من موقع ناسا